# San Juan Guelavía
San Juan Guelavía là một đô thị thuộc bang Oaxaca, México. Năm 2005, dân số của đô thị này là 2940 người.